# African Geographical Review
African Geographical Review (skr. AGR), znanstveni časopis koji jednom godišnje izdaje Afrička grupa specijalnosti Udruženja američkih geografa. AGR je jedan od samo dva znanstvena časopisa koji su se specijalizirali za publiciranje geografskih stipendija povezanih s Afrikom (drugi je časopis South African Geographical Journal). Znanstvenici diljem svijeta objavljuju u AGR-u članke o Africi, te pružaju podršku publiciranju stipendija koje osiguravaju geografi na afričkim institucijama. Može se reći kako je to jedini „postkolonijalni” časopis čije je podrijetlo na tzv. globalnom jugu. Časopis je pokrenut na Sveučilištu Makerere u Ugandi te se objavljivao od 1963. do 1976. kao East African Geographical Review. Zbog političkih nemira u Ugandi, časopis je na nekoliko godina prekinuo s izlaženjem. Naposljetku su ga 2000. godine pokrenuli afrički geografi u Sjedinjenim Državama, a pritom je promijenio naziv u African Geographical Review.